# SK Kladno
Maillots
Le SK Kladno est un club tchèque de football basé à Kladno.

## Historique
- 1903 : fondation du club sous le nom de Sportovni krouzek Kladno
- 1904 : le club est renommé SK Kladno
- 1948 : fusion de STAK Letna et ZSJ SONP Kladno
- 1949 : le club est renommé Sokol SONP Kladno
- 1953 : le club est renommé DSO Banik Kladno
- 1958 : le club est renommé TJ SONP Kladno
- 1960 : le club est renommé TJ Banik Kladno
- 1961 : le club est renommé TJ SONP Kladno
- 1977 : le club est renommé TJ Poldi SONP Kladno
- 1989 : le club est renommé TJ Poldi Kladno
- 1993 : le club est renommé TJ Terrex Kladno
- 1994 : le club est renommé FC Agrox Kladno
- 1995 : le club est renommé SK Kladno

## Logos de l'histoire du club

Logo n° 1
Logo n° 2
Ancien logo du club